# Puerto Caimito
Puerto Caimito è un comune (corregimiento) della Repubblica di Panama situato nel distretto di La Chorrera, provincia di Panama. Si estende su una superficie di 31,6 km² e conta una popolazione di 16.951 abitanti (censimento 2010).